# 경영공학
경영공학 (Management Engineering) 혹은 공학관리(Engineering management)는 관리 실무를 엔지니어링 실무에 적용하는 것이다. 공학관리는 복잡한 엔지니어링 기반 기업의 운영 성과를 감독하기 위해 공학의 기술적 문제 해결 능력과 관리의 조직, 관리, 법률 및 계획 능력을 결합한다. 경영공학 석사 (Master of Management Engineering, MME/MEM)는 엔지니어링 관리 경력에 대한 자격 증명으로 대학원 학위를 추구하는 전문가를 위한 경영학 석사(MBA)와 비교되기도 한다.

## 같이 보기
- 비즈니스 프로세스
- 기업공학
- 산업공학
- 시스템 공학